# Daniel Chong
Daniel Chong (Fargo, 19 novembre 1978) è un regista, sceneggiatore, animatore e produttore cinematografico statunitense, noto principalmente per aver creato per Cartoon Network la serie animata We Bare Bears - Siamo solo orsi (We Bare Bears) e aver diretto il Siamo solo orsi - Il film (We Bare Bears: The Movie). Al D23 Expo 2024 viene annunciato come regista del nuovo film Pixar Animation Studios intitolato Hoppers .

## Biografia
Daniel Chong è nato a Fargo, nel Nord Dakota, da immigrati cinesi di Singapore. 
È cresciuto a Fountain Valley, in California, e ha frequentato il California Institute of the Arts. 
Attualmente risiede a Los Angeles, in California.

## Carriera
Chong ha iniziato la sua carriera come stagista per i Cartoon Network Studios, per poi diventare storyboard artist per numerosi colossi dell'animazione, come i Blue Sky Studios, i Walt Disney Animation Studios, Illumination Entertainment e i Pixar Animation Studios. 
Ha lavorato come storyboard artist nei film d'animazione Bolt - Un eroe a quattro zampe (Bolt), Cars 2, Lorax - Il guardiano della foresta (Dr. Seuss' The Lorax), Free Birds - Tacchini in fuga (Free Birds) e Inside Out.
Mentre lavorava alla Pixar, Chong ha lavorato agli speciali televisivi Toy Story of Terror! e Toy Story: Tutto un altro mondo, il primo dei quali gli è valso un Annie Award.[3]
Chong ha poi creato la serie animata We Bare Bears - Siamo solo orsi (We Bare Bears), che ha debuttato su Cartoon Network nel 2015. 
L'idea iniziale di We Bare Bears - Siamo solo orsi (We Bare Bears) è nata da un webcomic creato nel 2010, intitolato The Three Bare Bears. 
Chong ha citato Seinfeld, Broad City, Peanuts, Aardman Animations e Wes Anderson come fonti di ispirazione per lo stile e il tono dello show.[4] 
Chong ha diretto, scritto e prodotto a livello esecutivo un adattamento cinematografico della serie, Siamo solo orsi - Il film (We Bare Bears: The Movie), uscito nel giugno 2020, ponendo così fine alla serie.[5]
Nel dicembre 2020, Chong ha rivelato su Twitter di essere tornato alla Pixar e di essere al lavoro su un progetto. 
Il film è stato ufficialmente rivelato come Hoppers nell'agosto 2024 per uscire il 6 marzo 2026.  

## Filmografia

### Regista

#### Lungometraggi
- Siamo solo orsi - Il film (We Bare Bears: The Movie) (2020)

#### Serie animate
- We Bare Bears - Siamo solo orsi (We Bare Bears) (2015 – 2019)

### Sceneggiatore

#### Lungometraggi
- Hoppers (2026)

- Siamo solo orsi - Il film (We Bare Bears: The Movie) (2020)

#### Serie animate
- Cars Toons (2010-2011)
- We Bare Bears - Siamo solo orsi (We Bare Bears) (2015 – 2019)

### Animatore

#### Lungometraggi
- Bolt - Un eroe a quattro zampe (Bolt), regia di Byron Howard e Chris Williams (2008)
- Cars 2, regia di John Lasseter e Brad Lewis (2011)
- Lorax - Il guardiano della foresta (The Lorax), regia di Chris Renaud e Kyle Balda (2012)
- Free Birds - Tacchini in fuga, regia di Jimmy Hayward (2013)
- Inside Out, regia di Pete Docter e Ronnie del Carmen (2015)

- Siamo solo orsi - Il film (We Bare Bears: The Movie) (2020)

#### Serie animate
- We Bare Bears - Siamo solo orsi (We Bare Bears) (2015 – 2019)

#### Speciali televisivi
- Toy Story of Terror!, regia di Angus MacLane (2013)
- Toy Story: Tutto un altro mondo (Toy Story That Time Forgot), regia di Steve Purcell (2014)

## Riconoscimenti
Annie Award 
- 2014:
  - Miglior storyboarding in una produzione televisiva d'animazione per Toy Story of Terror!

 Premio BAFTA 
- British Academy Children's Awards 2016:[7]
  - Candidatura per British Academy Children's Award for International per We Bare Bears - Siamo solo orsi (We Bare Bears)

 Premio Emmy 
- 2018:[8]
  - Candidatura per miglior corto animato per We Bare Bears - Siamo solo orsi (We Bare Bears)